# So Red the Rose (álbum)
| Críticas profissionais | Críticas profissionais |
| Avaliações da crítica  | Avaliações da crítica  |
| Fonte                  | Avaliação              |
| ---------------------- | ---------------------- |
| All Music Guide        | link                   |

So Red the Rose é o único album de estúdio da banda britânica de pop rock Arcadia, lançado em Dezembro de 1985.

## Faixas
Todas as letras escritas por LeBon, Rhodes, Taylor, exceto onde indicado. 
| N.º | Título                             | Compositor    | Duração |  |
| 1.  | "Election Day" (feat. Grace Jones) |               | 5:29    |  |
| 2.  | "Keep Me in the Dark"              |               | 4:31    |  |
| 3.  | "Goodbye Is Forever"               |               | 3:49    |  |
| 4.  | "The Flame"                        |               | 4:23    |  |
| 5.  | "Missing"                          | LeBon, Rhodes | 3:40    |  |
| 6.  | "Rose Arcana"                      | LeBon, Rhodes | 0:51    |  |
| 7.  | "The Promise" (feat. Sting)        |               | 7:30    |  |
| 8.  | "El Diablo"                        |               | 6:05    |  |
| 9.  | "Lady Ice"                         | LeBon, Rhodes | 7:32    |  |